# Russoizm
Russoizm – zespół poglądów, tendencji ideowych i literackich mających źródło w twórczości pisarza i francuskiego filozofa Jeana Jacquesa Rousseau.
Filozof ten twierdził, że:
- człowiek jest z natury dobry, tylko cywilizacja jest zła – to ona zniszczyła podstawową dobroć w człowieku (idea szlachetnego dzikusa),
- cywilizacja, instytucje i nauki (wytwór działalności społecznej) doprowadziły do rozwinięcia się takich przywar jak lenistwo, chciwość, umiłowanie zbytku, upadek moralny, utrata wolności i szczęścia, a także powstania nierówności społecznych,
- należy kierować się sercem, ponieważ: Wartość prawdziwego człowieka nie leży w rozumie, lecz w sercu, a wartość serca jest niezależna od wartości rozumu.

Najważniejszymi metodami poznawczymi jest introspekcja i intuicja,
Jedyną szansą na osiągnięcie przez człowieka szczęścia jest:
- przebywanie na łonie natury z dala od cywilizacji (kult natury),
- użyteczność (utylitaryzm) jednostki na rzecz ogółu i odwrotnie, ponieważ: szczęście jednostki = szczęście ogółu (utylitaryzm + praca).

Rousseau jest „patronem duchowym” sentymentalizmu, zaś jego sądy zostały podniesione do rangi naczelnych złożeń sentymentalizmu, a nawet przetrwały do romantyzmu.
Swoje poglądy Rousseau zawarł w wielu dziełach. Zagadnienia społeczne, jak przeciwstawienie pierwotnej naturalnej wolności i utraty swobody w sformalizowanych strukturach, podjął m.in. w pracach Czy odrodzenie nauk i sztuk przyczyniło się do naprawy obyczajów? (1750) oraz Rozprawa o pochodzeniu i podstawach nierówności między ludźmi (1755). Dzieło Emil, czyli o wychowaniu (1762) postulowało swobodne i spontaniczne kształtowanie osobowości ludzkiej, pozwalające zachować naturalne zalety. Traktat Umowa społeczna (1762) proponował oparcie stosunków społecznych na dobrowolnym układzie ludzi równych i połączonych autentycznymi więzami. W Uwagach nad rządem polskim (1771), napisanych na zamówienie przedstawiciela konfederacji barskiej, wskazywał na wolność jako podstawę ustroju Rzeczypospolitej i konieczność reformy w celu zachowania niepodległości.
W literaturze szczególne znaczenie miała powieść Nowa Heloiza (1761), pokazująca wyższość uczucia nad różnicami między ludźmi, związek człowieka z przyrodą i zalety życia na wsi. W Wyznaniach Rousseau zastosował autoanalizę. Dzieło to stało się inspiracją dla wielu utworów autobiograficznych, pokazujących życie wewnętrzne człowieka.
W Polsce czytano Rousseau w oryginale i w nielicznych przekładach. Polscy myśliciele, związani m.in. z Komisją Edukacji Narodowej, polemizowali z twierdzeniem o negatywnych skutkach rozwoju nauki oraz koncepcjami wychowawczymi zawartymi w Emilu. Do Nowej Heloizy nawiązywały m.in. powieści Pani Podczaszyna (1786) Michała Dymitra Krajewskiego, Grenadier-filozof (1805) Cypriana Godebskiego, Julia i Adolf (powst. 1810) Ludwika Kropińskiego, Nierozsądne śluby (1820) Feliksa Bernatowicza. Do wzorca Wyznań nawiązywał pamiętnik Franciszka Karpińskiego Historia mego wieku i ludzi, z którymi żyłem (powst. 1801-1822, wyd. 1844).